# Desiderio da Settignano
Desiderio de Bartolommeo di Francesco, llamado Desiderio da Settignano o Ferro (Settignano; c.1430 - Florencia; 1464), fue un escultor italiano renacentista de la escuela florentina del Quattrocento. Fue uno de los discípulos más brillantes de Donatello.

## Biografía

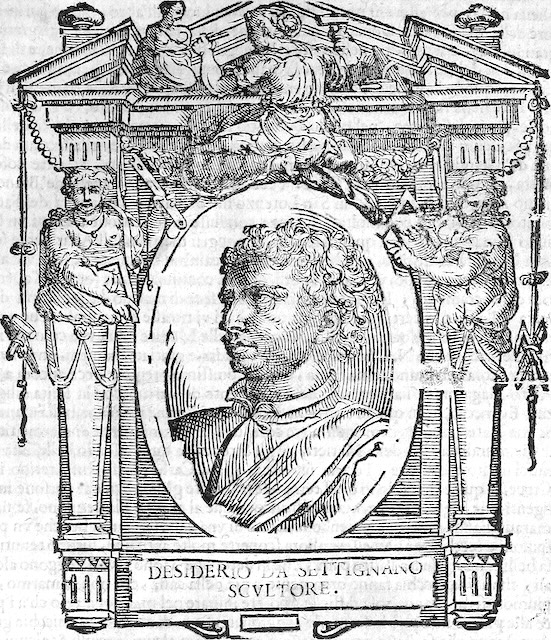
Desiderio de Settignano, según las Vite de Vasari.

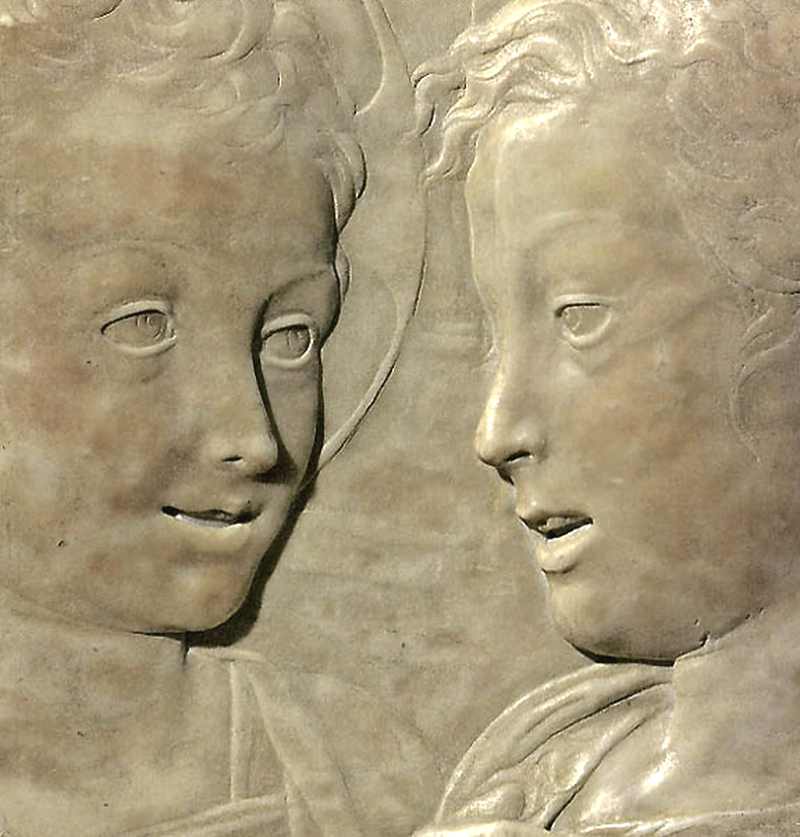
Jesús y Juan niños
detalle del Tondo Arconati-Visconti.

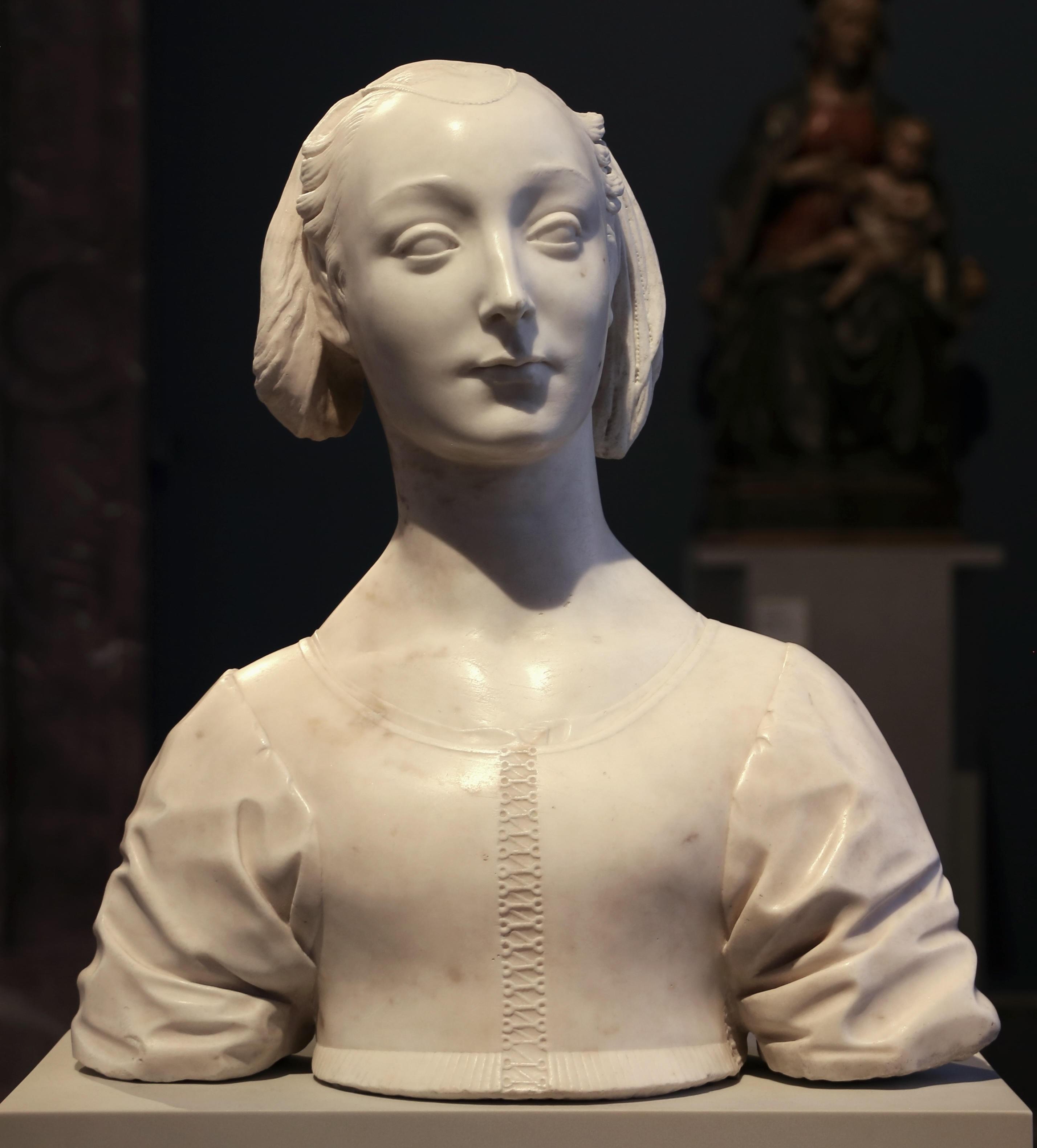
Busto de Marietta Strozzi, Staatliche Museen, Berlín.

Formado en el círculo de Donatello, uno de sus primeros trabajos (1450-55) fue un friso de querubines en la capilla Pazzi en la iglesia de Santa Croce de Florencia. Junto a Antonio Rossellino, participó en el proyecto de la tumba de la beata Villana, en Santa Maria Novella, bajo la dirección de Bernardo Rossellino, hermano de Antonio.
En 1453 se inscribió en el Gremio de los maestros de la piedra y la madera. Entre este año y 1458 trabajó en la tumba del canciller Carlo Marsupini en Santa Croce. Este monumento es una derivación del de Leonardo Bruni, obra de Antonio Rossellino. Desiderio introdujo ciertas variantes estilísticas, con ritmos más dinámicos en lugar de la rigidez esquemática de Rossellino.
En 1455 realizó el busto de Marietta Strozzi conservado en Berlín, y una Magdalena de madera policromada para Santa Trinità, ejecutada con un estilo más amable que la escultura del mismo tema que ejecutara Donatello. En 1461 firmó el tabernáculo para la capilla del Sacramento de la iglesia de San Lorenzo. Murió muy joven en Florencia en el año 1464.

## Obras
Ferro da un relieve particular a sus Madonas y a sus bustos de muchachas.
- Olimpia, reina de Macedonia (1430-1464, Palacio Real de la Granja de San Ildefonso, Segovia)
- Jesus y  san Juan Bautista niños, llamado Tondo[1]  Arconati-Visconti (donado al Museo del Louvre por la marquesa Arconati-Visconti)
- Sepulcro de Carlo Marsuppini, Santa Croce, Florencia
- Busto de Marietta Strozzi (1455, Staatliche Museen, Berlín)
- Altar del Santo Sacramento, San Lorenzo, Florencia (1461)
- San Jerónimo en el desierto